# Carlos Humberto Alvarado
Carlos Humberto Alvarado Osorto (La Ceiba; 12 de mayo de 1949-Tegucigalpa; 16 de febrero de 2016) fue un futbolista hondureño que jugaba de delantero. Es el máximo goleador histórico del CDS Vida con 76 goles.

## Trayectoria
Debutó como profesional el 15 de mayo de 1968 en la derrota por 1-4 contra el CD Victoria, donde marcó el único gol del Vida. Comparte el récord de cinco goles en un mismo partido contra el CD Troya en 1967.
En 1972, se convirtió en el primer jugador de la Liga Nacional en ganar dos veces el premio al máximo goleador. También jugó en el CD Olimpia antes de retirarse.

## Palmarés

### Títulos nacionales
| Título        | Equipo  | País     | Año     |
| ------------- | ------- | -------- | ------- |
| Liga Nacional | Olimpia | Honduras | 1977-78 |

### Distinciones individuales
| Distinción                                      | Año     |
| ----------------------------------------------- | ------- |
| Máximo goleador de la Liga Nacional de Honduras | 1970-71 |
| Máximo goleador de la Liga Nacional de Honduras | 1971-72 |